# Salts dik-dik
Salts dik-dik (Madoqua saltiana) är en liten gasellantilop som hör till dik-dikantiloperna. Den lever i östra Afrika, i halvtorra till torra områden med skyddande buskvegetation. Dess uppdelning i underarter är omdiskuterad och vissa auktoriteter delar upp taxonet i mer än en art.

## Kännetecken
Salts dik-dik är en gracilt byggd liten antilop med en längd på 52 till 67 centimeter, en vikt på 2 till 4 kilogram och en mankhöjd på 33 till 40 centimeter. Pälsen är rödbrunaktig till grågulaktig, i lite olika nyanser på olika delar av kroppen. Svansen är kort, 3,5 till 5,5 centimeter. Det är bara hanen som har horn, dessa är korta och raka och ringade, mest framträdande närmast basen. Honorna har fyra spenar för att dia ungarna.

## Utbredning och systematik
Salts dik-dik förekommer i Djibouti, Eritrea, Etiopien, Somalia och Sudan. En mindre population förekommer möjligen i nordöstra Kenya. 
Minst fem underarter är föreslagen: M. s. saltiana, M. s. hararensis, M. s. lawrancei, M. s. phillipsi och M. s. swaynei. Den sistnämnda kategoriseras av vissa auktoriteter vara en egen art.

## Ekologi
Salts dik-dik lever vanligen i små familjegrupper som består av en hane och en hona och dessas avkomma. Djuren är främst aktiva under morgontimmarna och under de senare kvällstimmarna. Födan består olika växtdelar som blad, skott, knoppar, blommor och frukter. Honan får oftast bara en unge per dräktighet. De första två till tre veckorna efter födseln håller sig ungen gömd i vegetationen. Den diar till tre eller fyra månaders ålder. Vid 6 till 8 månader blir honorna könsmogna, medan hanarna blir könsmogna vid 8 till 9 månader.

## Status och hot
Den sammanlagda populationen uppskattades 1999 uppgå till 485 600 individer och arten är inte listad som hotad, utan kategoriseras som livskraftig (LC) av IUCN.